# Eds kyrka, Uppland
Eds kyrka är en kyrkobyggnad i Upplands Väsby i Stockholms stift. Kyrkan är församlingskyrka för Eds församling. Den är Upplands Väsbys äldsta kyrka och har alltsedan den byggdes på medeltiden varit sockenkyrka i Eds socken.
Kyrkan är belägen på ett näs vid norra änden av Edssjön och är en av deletapperna på Ingegerdsleden.

## Kyrkobyggnaden
Eds kyrka har en stomme av gråsten och består av ett rektangulärt långhus med rakt avslutat kor i öster med samma bredd som långhuset. Vid långhusets västra kortsida finns ett smalare torn med huvudingång. Vid nordöstra sidan finns en vidbyggd sakristia och vid sydvästra sidan ett vidbyggt vapenhus. Ytterväggarna är putsade med murbruk och vitmålade.

### Tillkomst och ombyggnader
Kyrkan byggdes under slutet av 1100-talet och helgades åt S:t Olof. Eftersom ortsbefolkningen inte klarade av kyrkbygget själva fick de ta hjälp av munkar från Sigtuna. På 1300-talet förlängdes kyrkan åt öster och nuvarande raka kor tillkom. Under 1400-talet tillkom ett vapenhus vid långhusets sydvästra del.
År 1487 målades valven av Albertus Pictor. På 1760-talet gjordes en stor renovering då vapenhuset revs. Även korvalvet revs och byggdes upp igen. Dess medeltida måleri gick då förlorat. Målningarna på väggarna bevarades men kalkades över.
En omfattande restaurering gjordes 1918 under ledning av Sigurd Curman., med bland annat nya målningar av Olle Hjortzberg och en ny dopfunt införskaffades. Åren 1955-1956 byggdes ett nytt vapenhus där det äldre hade stått. Vid bröllop och dop används numera vapenhuset som väntrum.

## Inventarier
- Dopfunten är tillverkad av sandsten och har en fot från 1100-talet. Ursprungliga cuppan har försvunnit. Nuvarande cuppa är tillverkad 1918 av skulptören Anton Lundberg.
- I koret finns en altarpredikstol som har tillkommit 1769 och byggts efter ritningar av slottsarkitekten Jean Eric Rehn.
- I kyrktornet hänger två kyrkklockor. Storklockan är gjuten 1541 och omgjuten 1742 av Johan Fahlsten efter att ha spruckit vid åminnelseringningen för Ulrika Eleonora d.y. 1741. Lillklockan är gjuten av C Apelquist och skänkt till kyrkan 1681. Den är omgjuten två gånger, dels 1742 av Johan Fahlsten och dels 1801.

### Orgel
- 1817 bygger Pehr Strand, Stockholm en orgel med 11 stämmor och två manualer.
- 1918 bygger Åkerman & Lund, Sundbybergs köping en orgel med 6 stämmor och en manual.
- 1945 bygger Hans Schuster, Stockholm en orgel med 17 stämmor, två manualer och pedal.
- Den nuvarande orgeln är byggd 1964 av Åkerman & Lund, Knivsta och är mekanisk. Tillhörande orgelfasad är från 1817 års orgel.

| Huvudverk I     | Bröstverk II      | Pedal            | Koppel |
| Rörflöjt 8´     | Gedackt 8´        | Subbas 16´       | I/P    |
| Principal 4´    | Koppelflöjt 4´    | Gedacktpommer 8´ | II/P   |
| Gedacktflöjt 4' | Principal 2'      | Nachthorn 4´     | II/I   |
| Waldflöjt 2'    | Nasat 1 1/3'      |                  |        |
| Mixtur 3-4 chor | Cymbel 2 chor     |                  |        |
| Dulcian 8'      | Vox humana 8'     |                  |        |
|                 | Tremulant         |                  |        |
|                 | Crescendosvällare |                  |        |

## Runstenar
Den berömda Oxfordstenen som nu finns i England kommer ursprungligen från Eds kyrka. En replik av originalet är nu placerad i kyrkogårdsmurens stiglucka. Ytterligare minst sju runstenar kan härledas till bygden kring Eds kyrka, vilket avslöjar att näset intill sjön där kyrkan byggdes varit av stor betydelse även långt före dess tillkomst.

## Bildgalleri

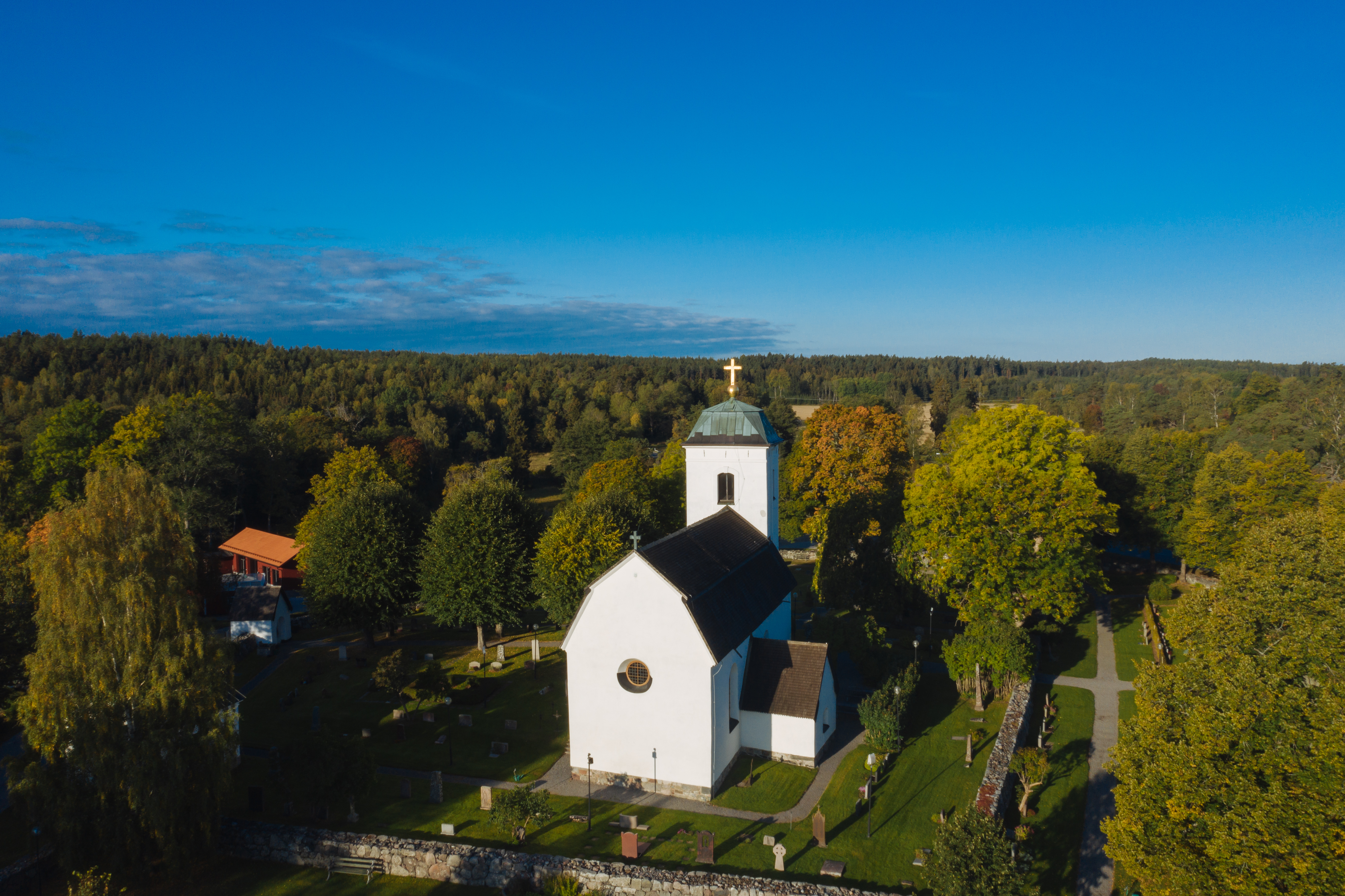
Eds Kyrka September 2019
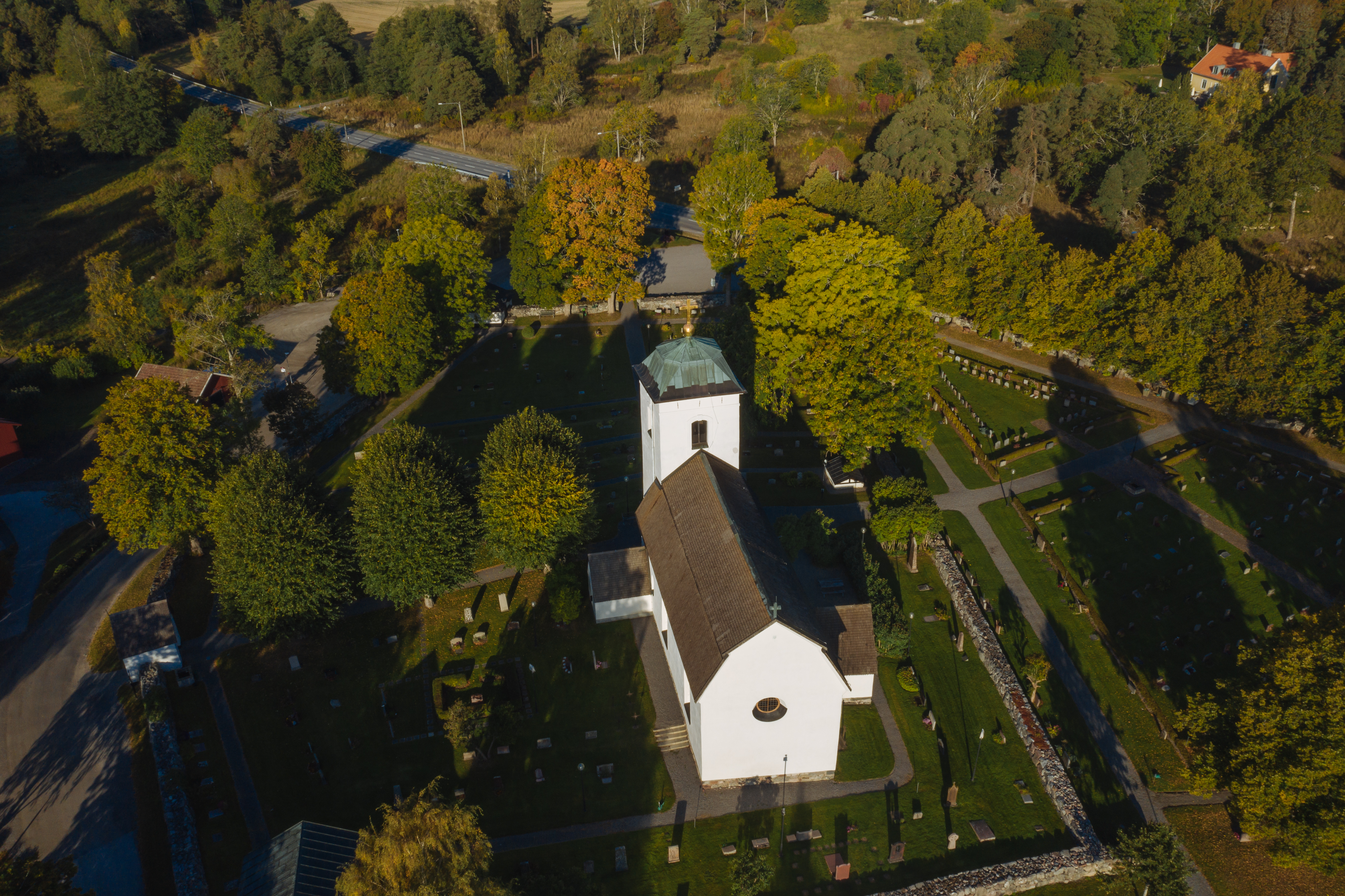
Eds Kyrka September 2019
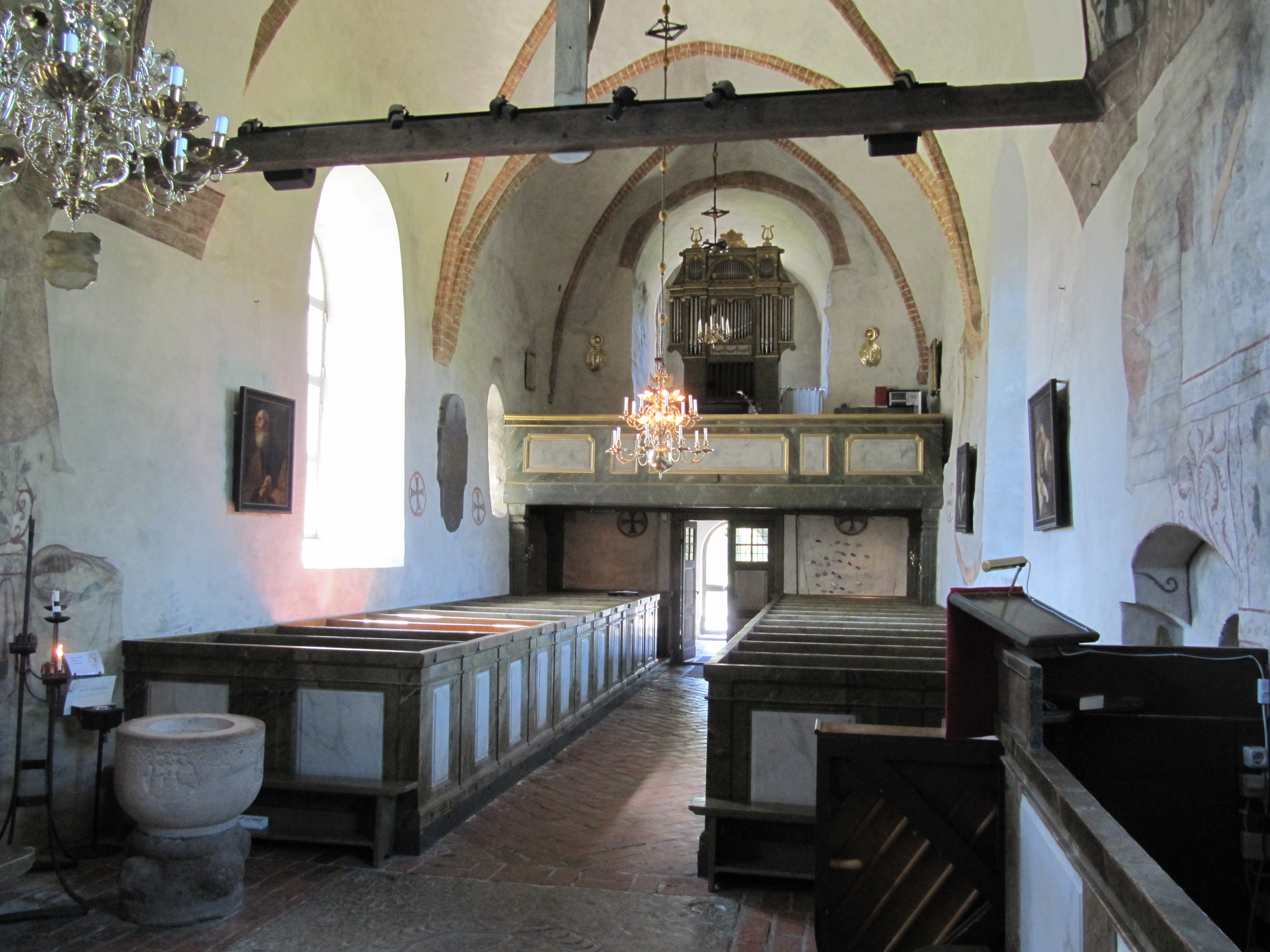
Kyrkorum mot väster
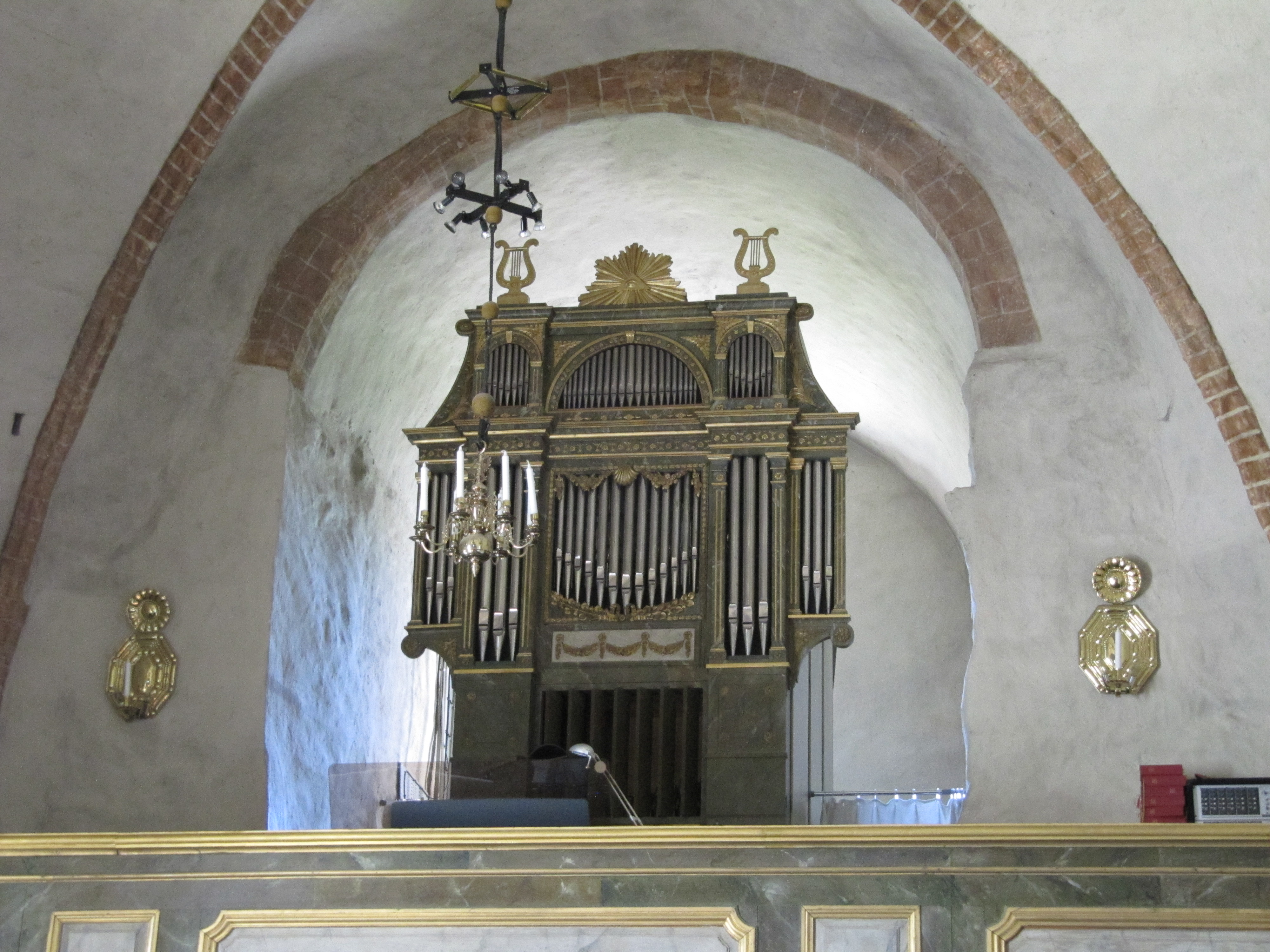
Orgel med orgelfasad
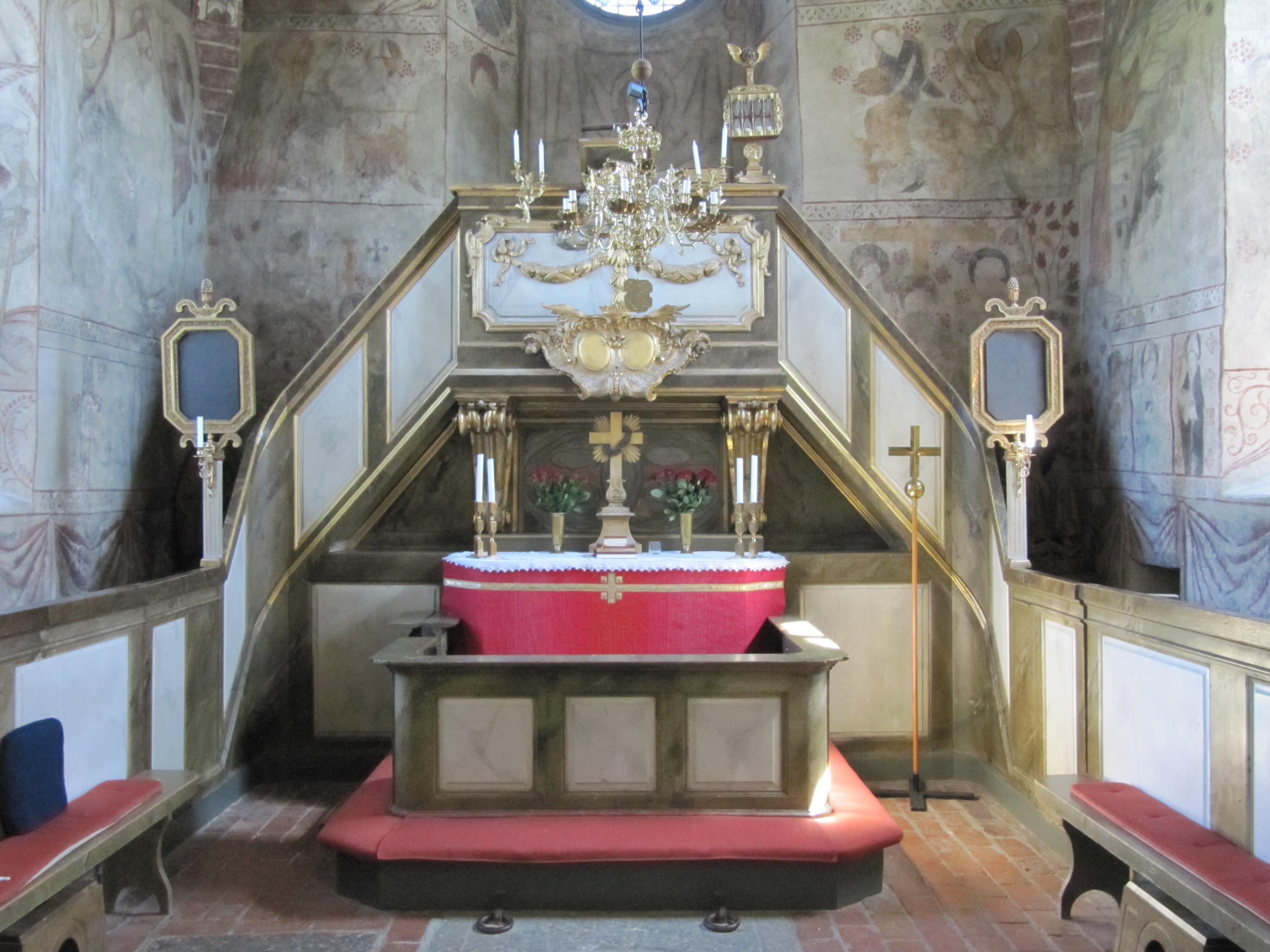
Altarpredikstol
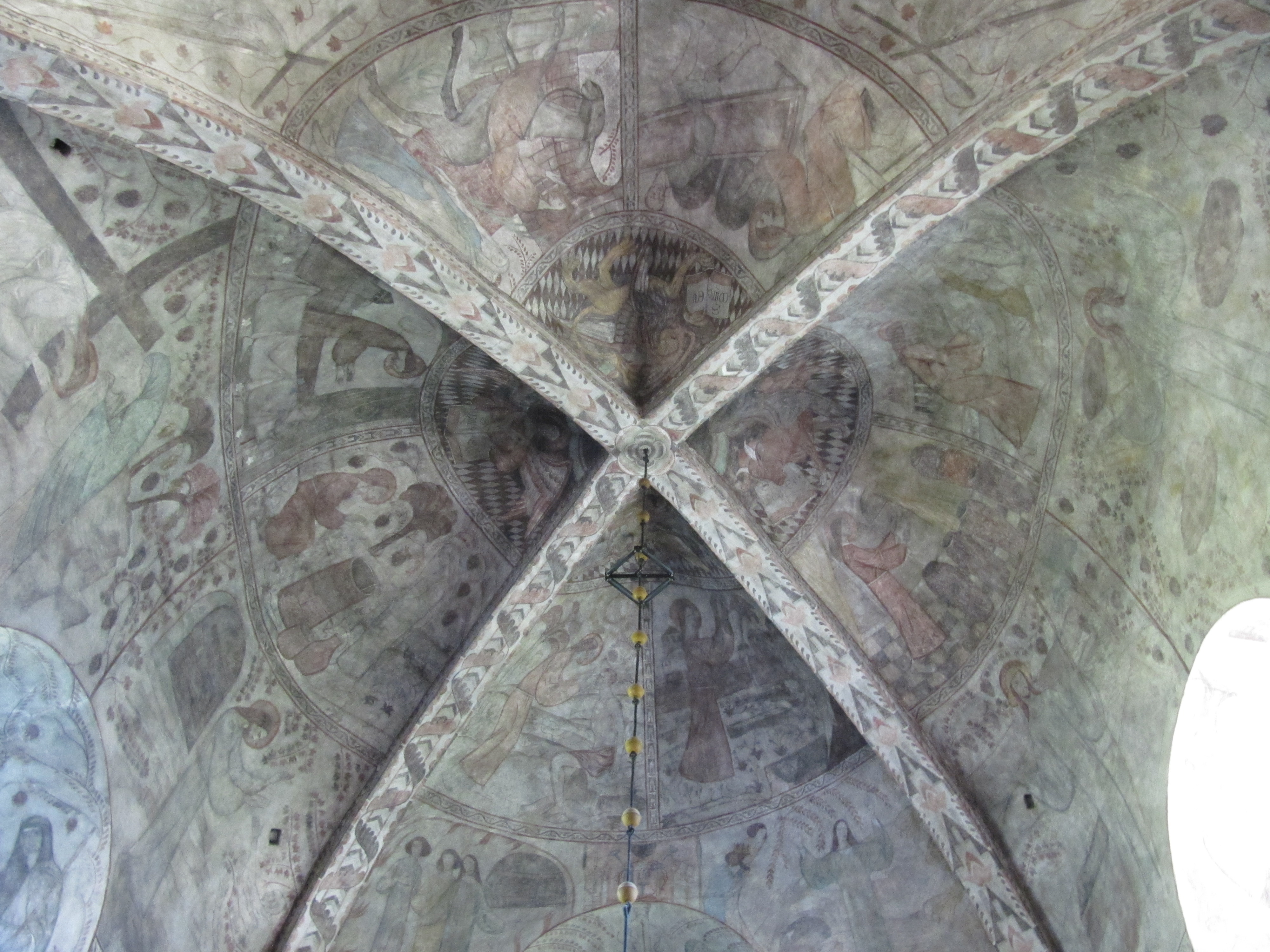
Korvalvet
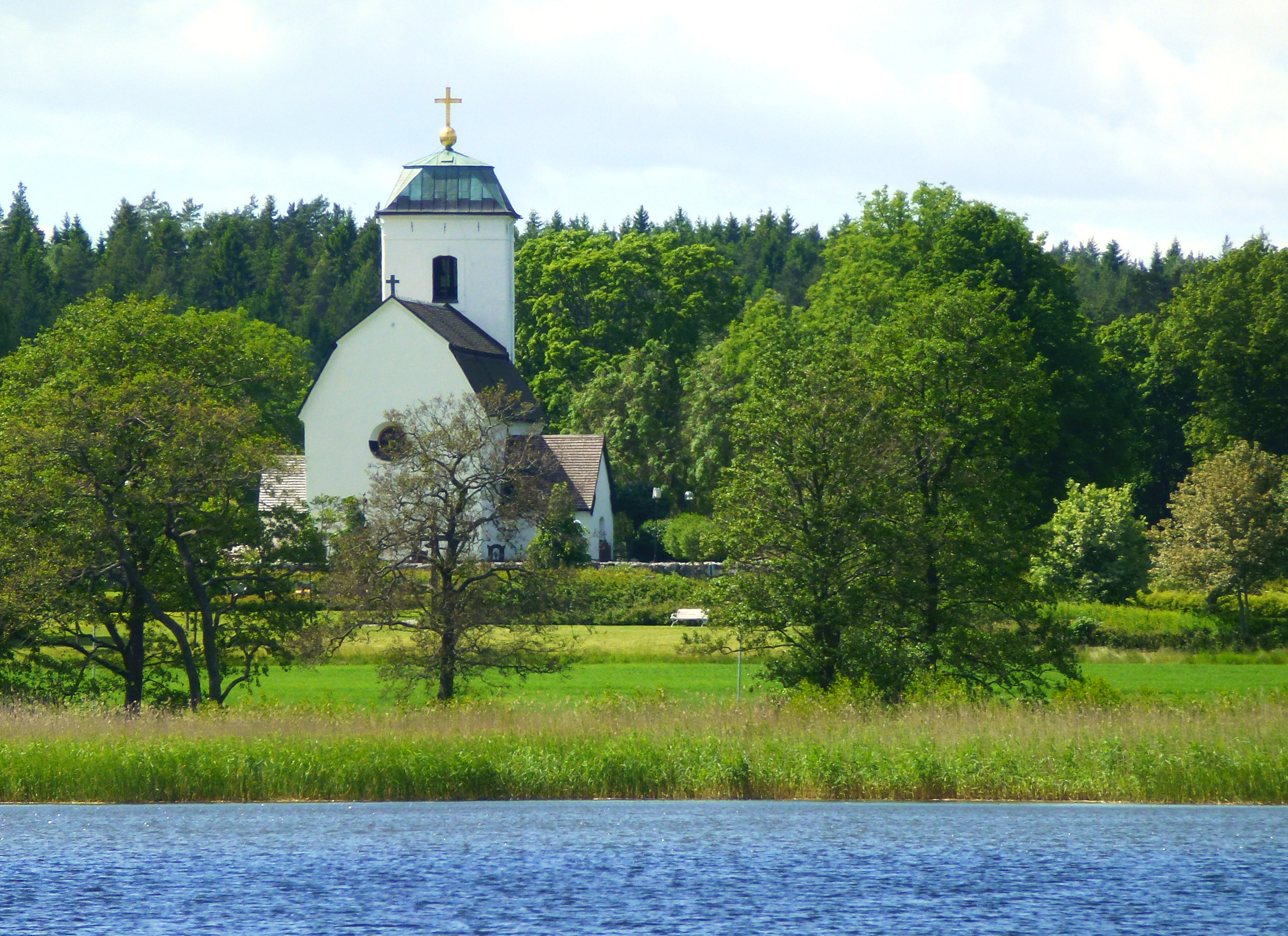
Eds kyrka med Edssjön i förgrunden
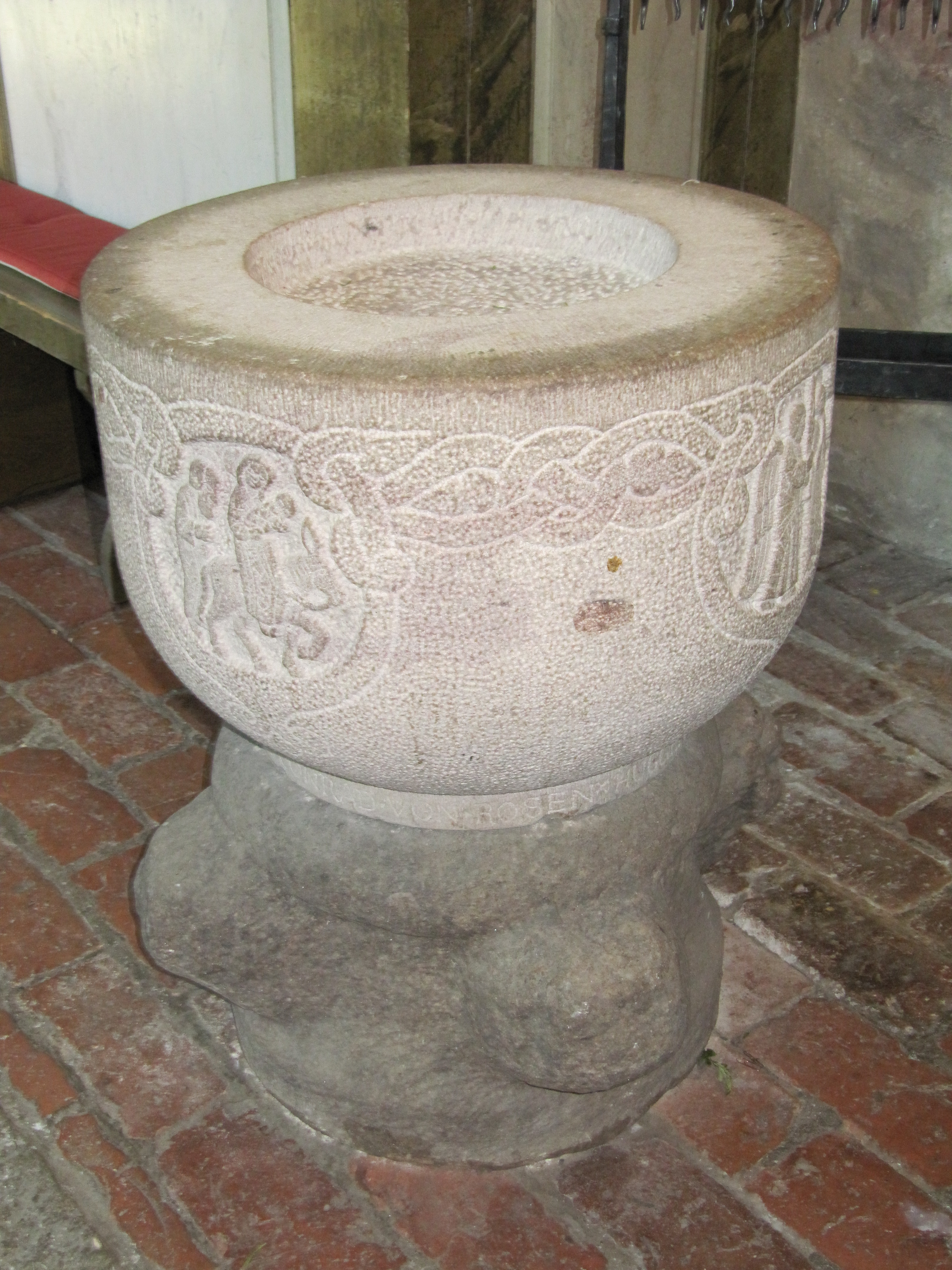
Dopfunt
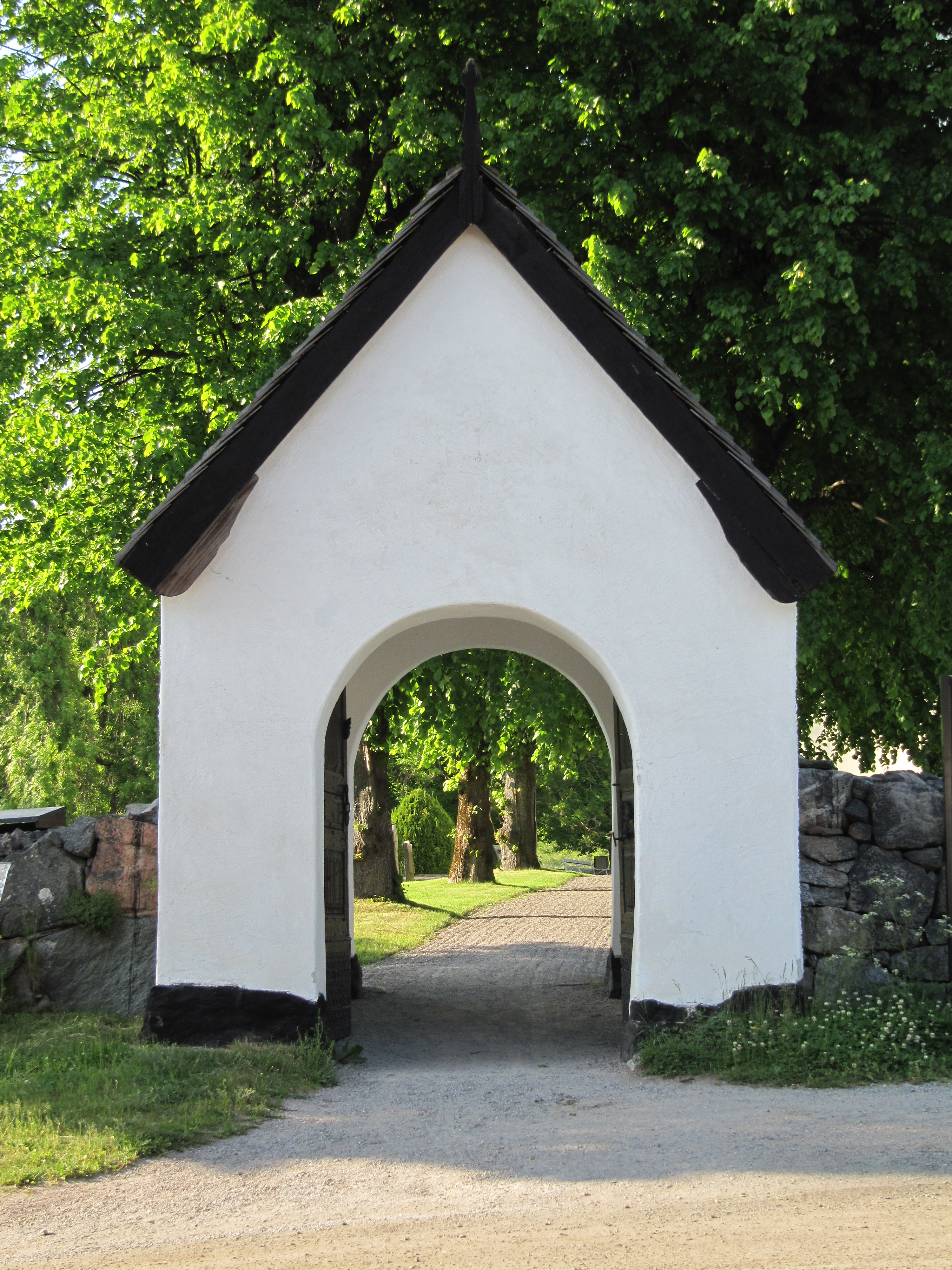
Stiglucka i södra muren